# Mercedes Cabrera
Mercedes Cabrera (* 3. prosince 1953, Madrid) je španělská politička PSOE.

## Životopis
Cabrera studovala politologii a sociologii na Universidad Complutense de Madrid. Od 1996 zde vyučovala, těžištěm její práce byla historie politických teorií. Mezi roky 2004 a 2011 byla zastupitelem ve španělském kongresu (Cortes Generales). V letech 2006 až 2009 byla ministryní školství ve vládách Josého Zapatera. Cabrera je provdána za Carlose Arenillase a má dvě děti.

## Dílo (výběr)
- The employer's association before the Second Republic. Organizations and strategy (1931–1936), Publishing Century XXI. 1983, ISBN 84-323-0469-7
- The power of the industrialists. Policy and economy in contemporary Spain (1875–2000), Publishing Taurus, 2002, ISBN 84-306-0439-1
- With light and stenographers: Parliament in the Restoration (1913–1923), Taurus Editorial, 1998, ISBN 84-306-0293-3
- The industry, the press and the policy: Nicholas Maria de Urgoiti (1869–1951), Publishing Alliance, 1994, ISBN 84-206-9406-1

## Vyznamenání
| Stát        | Stuha | Název                                    | Datum udělení |
| ----------- | ----- | ---------------------------------------- | ------------- |
| Portugalsko |       | Velkokříž Řádu prince Jindřicha          | 25. září 2006 |
| Španělsko   |       | Dáma velkokříže Řádu Karla III.          | 2009          |
| Španělsko   |       | Dáma velkokříže Řádu Alfonse X. Moudrého | 2011          |